# 힐스테이트 대구역 오페라
힐스테이트 대구역 오페라(영어: Hillstate Daegu Station Opera)는 대한민국 대구광역시 북구 고성동1가에 위치한 아파트 단지다.

힐스테이트 대구역 오페라 장점
1. 초역세권 원대역 (도보 10m 이내, 10초 컷) 
- 원대역 이야기에서 가장 최우선 언급되는 아파트. 초초초역세권.
2. 서울 하이엔드 아파트에만 적용된 세대층 복도 벽면1200사이즈 타일&고급 프렌시워시 도장 적용.
- 무늬코트 보다 10배 비싼 프렌치워시 적용됨.
- 뿜칠이 아닌 수작업으로 시공만 1년 이상 걸림.
- 세계최초로 세대층 적용됨.
3. 특화 조명 시스템
- 디에이치급 단지에만 적용되는 지하 동출입구 조명 설치. 
- 단지 내 호텔급 고급 조명 + 상가 조명 특화 + 출입구(정문, 후문) 대형 문주로 하이엔드 주거 환경 연출. 
4. 대구에서 유일한 힐스테이트 세대층 바닥 600사이즈 적용.
- 힐스테이트 표준 300사이즈이나, 유일하게 세대층 바닥 600 사이즈 적용.
- 아이보리색 적용으로 너무 예쁨.
5. 힐스테이트 표준이 아닌 디에이치에만 적용된 지하동출입구 조명 적용.
- 간접라인조명과 동호수 후광조명 적용.
6. 100평 아이숲 커뮤니티
- 대구 최대 규모 아이숲
7. 옥토넛 물놀이터 적용.
- 아이숲 실내 놀이터 포함 5개 적용.
8. 이중 접합유리 적용.
- 소방창 외 집안 모두 이중접합유리 적용으로 기차소음 차단 됨. (오토바이, 트럭, 기차 소음 완벽 차단)
- 신축 아파트 전국 최초 적용.
9. 다양한 평형과 1군 대단지 브랜드 아파트
- 59타입, 84타입, 101타입
10. 입대의와 입주민 하나가 된 소통 잘되는 아파트
- 입주민 모두가 관심을 가지고 더 살기 좋아지고 있음.
- 스크린 도어 하반기중 설치 예정.
11. 하자보수 처리
대구 힐스테이트 아파트중 가장 앞서고 있음.
- 하자 이슈가 있었지만 중대하자는 없음.
12. 상가입점
- 사운즈커피, gs더프레시마트, 동물병원, 미용실, 꽃집
입지, 마감, 커뮤니티, 소음 차단, 관리까지 모든 면에서 대구 최고 하이엔드 아파트임.

## 같이 보기
- 대구광역시의 마천루 목록